# فاطمة ناعوت
فاطمة ناعوت هي شاعرة وصحفية ومهندسة وكاتبة مصرية ولدت في يوم 18 سبتمبر 1964 في مدينة القاهرة عاصمة مصر، اشتهرت كتاباتها بدعم العلمانية والنسوية وحقوق الحيوان في مصر. في سنة 2016م تم محاكمتها بتهمة ازدراء الأديان بسبب تعليقها في حسابها على تويتر على ذبح الأضاحي في عيد الأضحى على الرغم من إنكارها قصدها في انتقاد الدين الإسلامي في ذلك وأن قصدها انتقاد القسوة المستعملة ضد الحيوانات في عيد الأضحى، وقد تم حكمها بالسجن لمدة 3 سنوات بسبب ذلك.

## حياتها
ولدت فاطمة ناعوت في القاهرة سنة 1964م تخرجت سنة 1987م من كلية الهندسة جامعة عين شمس وتخصصت في الهندسة المعمارية.حيث أصدرت عدة دواوين شعرية باللغتين العربية والإنجليزية تعلقها بالأدب والشعر جعلها تترجم العديد من الروايات العالمية لأدباء العالم.ولها لحد الآن 19 كتابا من تأليفها، أنجبت فاطمة ولدين: مازن وهو طالب في كلية الهندسة قسم العمارة، وعمر وهو فنان رغم مرضه بمرض التوحد.

## أعمالها
من أعمالها البارزة نشر المقالات والقصائد داخل وخارج أرض مصر، حيث أنها قامت بترجمة قصائدها إلى لغات أخرى واختارتها مكتبة الشعر الأسكتلندية كإسم من أهم أسماء الشعراء العرب الأعضاء في المكتبة. حصلت على الجائزة الأولى بفضل ديوانها الخامس «قارورة صمغ» في مسابقة الشعر العربي في هونغ كونغ سنة 2006م الذي تم ترجمته إلى الإنجليزية والصينية. مثلت مصر في مهرجان الشعر العالمي في روتردام في هولندا ومهرجان المتنبي الدولي في زيوريخ في سويسرا سنة 2007م، ومهرجان فالينسيا في فنزويلا، ومهرجان كوزموبوليتيكا في قرطبة في إسبانيا وفي برلين وباريس وتورنتو وكاليفورنيا والأردن والمغرب وتونس ولبنان وسوريا والسعودية والكويت والبحرين والعراق وليبيا واليمن وغيرها.

### مجموعات شعرية
1.نقرة إصبع- الهيئة المصرية العامة للكتاب 2002م-سلسلة كتابات جديدة.

2.على بعد سنتيمترٍ واحد من الأرض- دار كاف نون 2003م.

3.قطاع طولي في الذاكرة– الهيئة المصرية العامة للكتاب 2003م.

4.فوق كفِّ امرأة - ط1عن وزارة الثقافة اليمنية. 2004م- ط2 عن الهيئة المصرية العامة للكتاب 2004م.

- A Bottle of Glue- بالصينية والإنجليزية- دار «ندوة بريس» –هونغ كونغ 2007م.
5.هيكلُ الزهر- دار «النهضة العربية» بيروت- 2007م
- قارورة صمغ - "- دار «ميريت»- 2008م- مصر.

6.اسمي ليس صعبا- دار «الدار»- القاهرة 2009م.

7.صانع الفرح- دار «ميريت»- القاهرة 2012م.

## عضوياتها
كانت فاطمة ناعوت عضوة في شتى جمعيات ونقابات من بينها:
- عضوة في نقابة المهندسين المصرية
- عضوة عاملة في باتحاد كتاب مصر
- عضوة في دار الأدباء المصرية
- عضوة في أتيلييه القاهرة
- عضوة في جمعية أديبات مصر
- عضوة في اتحاد كتّاب الإنترنت العرب
- عضوة في اتحاد نساء مصر
- عضوة في حركة شعراء العالم بأمريكا اللاتينية
- عضوة في الجمعية الدولية للمترجمين واللغويين العرب
- عضوة في نادي القلم الدولي
- عضوة في مكتبة الشعر الإسكتلاندية
- عضوة في مؤسسة كتًاب عبر الحدود
- مؤسسة تكوين الفكر العربي.